# Jessica Learmonth
Jessica Learmonth (Leeds, 18 aprile 1988) è una triatleta britannica.

## Palmarès

### Per la Gran Bretagna
- Giochi olimpici

Tokyo 2020: oro nella staffetta mista;
- Mondiali

Losanna 2019: argento nell'individuale.
- Europei

Kitzbühel 2017: oro nell'individuale.
Glasgow 2018: argento nell'individuale.

### Per l'Inghilterra
- Giochi del Commonwealth

Gold Coast 2018: argento nell'individuale; argento nella staffetta mista;